# Dicaelindus
Dicaelindus is een geslacht van kevers uit de familie van de loopkevers (Carabidae). De wetenschappelijke naam van het geslacht is voor het eerst geldig gepubliceerd in 1825 door W.S. MacLeay.

## Soorten
Het geslacht Dicaelindus omvat de volgende soorten:
- Dicaelindus collinus Andrewes, 1931
- Dicaelindus feldspathicus W.S.Macleay, 1825
- Dicaelindus impunctatus (Bates, 1886)
- Dicaelindus laevis Straneo, 1992
- Dicaelindus laticollis Straneo, 1992
- Dicaelindus longimalis Andrewes, 1937
- Dicaelindus marginatus Straneo, 1972
- Dicaelindus nitescens (Tschitscherine, 1900)
- Dicaelindus omestes Andrewes, 1933
- Dicaelindus pernitidus (Chaudoir In Oberthur, 1883)
- Dicaelindus ryukyuensis Habu, 1978